# Bản nguyên
Bản nguyên (tên tiếng Anh: To the Core) là album phòng thu thứ sáu của nữ ca sĩ Trần Thu Hà, được phát hành ngày 15 tháng 1 năm 2016 bởi Ha Tran Productions và Dihavina. 10 ca khúc của album được đúc kết từ dự án kéo dài 14 năm của Trần Thu Hà cùng nghệ sĩ Trần Thanh Phương, trình bày các sáng tác của hai nhạc sĩ trẻ Dominik Nghĩa Đỗ, Hoàng Quân viết riêng cho cô và được chọn theo phong cách rock và indie rock.
Bản nguyên là một album chủ đề mang nhiều âm hưởng dân tộc Tây Bắc, "Đêm (Nyx)" và "Thăng hoa (Sublime)" là 2 ca khúc được chọn làm đĩa đơn cho album. Ngoài ra, ca khúc "Rũ cánh (Fallen Wings)" cũng được quảng bá trong ấn bản ứng dụng di động. Chỉ được phát hành với số lượng hạn chế, Bản nguyên tạo bức đột phá tập trung khai thác nhiều từ việc bán nhạc trực tuyến.
Bản nguyên giành được nhiều đánh giá tích cực ngay từ những ngày đầu phát hành. Tại lễ trao Giải thưởng Âm nhạc Cống hiến lần thứ 12 năm 2016, album được bình chọn làm "Album của năm" với hơn 50% phiếu bầu.

## Hoàn cảnh ra đời
~ Trần Thu Hà chia sẻ về Bản nguyên
Khi đó, hai tác giả trẻ Dominik Nghĩa Đỗ và Hoàng Quân rụt rè đến nhờ Hà Trần hát sáng tác của họ. Dù ban đầu có chút hoài nghi về những người trẻ nghiệp dư vô danh tính, Hà Trần lại bị thuyết phục bởi tài năng và cảm xúc âm nhạc của họ hiển hiện mãnh liệt trong tập nhạc.
"Khi nhận được bản nhạc, tôi thấy sợ vì để làm được sản phẩm 'ra tấm ra món', mình sẽ phải mất rất nhiều thời gian. Bản thân tôi lúc đó cũng chưa tự tin làm. Vậy là tôi bỏ lửng 8 năm để thử thách bản thân, thậm chí còn khuyến khích hai bạn ấy đi tìm đối tác khác. Nhưng họ vẫn chung thủy chờ đợi và một mực nói rằng họ viết là để dành riêng cho tôi. Sau khi hoàn thành album Cánh cung 3 vào năm 2013, tôi mới ngồi lại cùng nhạc sĩ Thanh Phương để bàn bạc về dự án này", Hà Trần chia sẻ.
Bản Nguyên được Hà Trần công bố lần đầu tiên vào 4/10/2014 trong chương trình Monsoon Music Festival. Cô nhận được nhiều phản hồi tích cực sau khi giới thiệu 6 ca khúc mới trong đó. Sau đó là tại Rock Storm 7. Tất cả đều nằm ngoài dự đoán của êkíp. Sau đó, cô hoàn thiện phần thu thanh với sự hỗ trợ của nhạc sĩ Thanh Phương. Hà Trần mong muốn khán giả khi nghe sản phẩm thu âm phải có cảm xúc mãnh liệt và trung thực như xem hát trực tiếp. Đây có thể là một "quy trình ngược" vì cách truyền thống vẫn được thực hiện là: phòng thu – khán giả – live.
Theo đó, ban nhạc Bản nguyên cũng được thành lập với Hà Trần là hát chính với các thành viên Nguyen Hung Cuong, Trần Thanh Phương và Hoang Hai Bang.

## Tên album chủ đề
Bản Nguyên là bản gốc của một đối tượng. Bản Nguyên là duy nhất bởi được kiến tạo trước hết và bản thân nó không có bản sao. Làm sao để tạo ra những bản nguyên chính là động lực lớn nhất thôi thúc sự sáng tạo của những nghệ sĩ đích thực?
Trong suốt hành trình nghệ thuật của mình, Bản nguyên đã trở thành một triết lý sống cũng như một thái độ nghề nghiệp của Hà Trần. Hà Trần luôn là một nguyên bản và không trộn lẫn. Phong cách âm nhạc của cô riêng biệt, độc lập và mạnh mẽ, tự tại.
Bản nguyên là một album chủ đề, một hành trình âm nhạc đi tìm bản ngã con người của chính những người tham gia vào nó từ tất cả những người tham gia vào quá trình sản xuất album.

## Danh sách ca khúc
Tất cả các ca khúc được viết bởi Dominik Nghĩa Đỗ, Hoàng Quân.
| STT              | Nhan đề                       | Thời lượng |
| ---------------- | ----------------------------- | ---------- |
| 1.               | "Đêm" (Nyx)                   | 4:56       |
| 2.               | "Hoan ca" (Joys)              | 4:23       |
| 3.               | "Bồ công anh" (Dandelion)     | 4:55       |
| 4.               | "Mặt nạ" (Mask)               | 4:59       |
| 5.               | "Trầm khúc" (Sadness Lullaby) | 4:25       |
| 6.               | "Không tưởng" (R.E.M)         | 5:02       |
| 7.               | "Solo" (Solo)                 | 5:41       |
| 8.               | "Rũ cánh" (Fallen Wings)      | 4:29       |
| 9.               | "Mở mắt" (Awaken)             | 4:58       |
| 10.              | "Thăng hoa" (Sublime)         | 4:03       |
| Tổng thời lượng: | Tổng thời lượng:              | 47:56      |

## Thành phần tham gia sản xuất
| Ban nhạc Bản nguyên - Dominik Nghĩa Đỗ - sáng tác nhạc, hát bè - Hoàng Quân - Người viết lời bài hát - Trần Thanh Phương - guitar, bass - Nguyễn Hùng Cường - trống - Hoàng Hải Bằng - bass musician - Marzuz - hát bè (6) | Thành phần sản xuất - Trần Thanh Phương & Trần Thu Hà - sản xuất - Dominik Nghĩa Đỗ - điều hành sản xuất - Phu Nguyen - trợ lí sản xuất - Mai Thang, Chu Minh Vũ - quản lý - Hoàng Thái Dũng - quản lý xuất bản Thiết kế - Giám đốc mỹ thuật: Đỗ Đăng Thường - Nhiếp ảnh gia: Phúc Nguyễn - Trang điểm: Tùng Châu - Nhà thiết kế thời trang: Võ Công Khanh - Biên tập: Phunami |

## Music Video

### "Thăng hoa"
MV "Thăng hoa" được phát hành chính thức vào ngày 23 tháng 11 năm 2015 trên YouTube. MV được thực hiện với phong cách PopArt với sự tham gia của:
- Bản Nguyên Group: Trần Thanh Phương (Guitar), Nguyễn Hùng Cường (Drums), Hoàng Hải Bằng (Bass).
- Nghệ sĩ: Hiền Thục, Uyên Linh, Tóc Tiên, Trung Quân, Nguyễn Đình Thanh Tâm, Trọng Hiếu, Hà Lê, Minh Quân, Vân Quỳnh.
- Gia đình: Trần Hiếu, Trần Tiến, Bình Đoàn, Nala Đoàn.
- Bạn bè: Trung & Dũng Yoko, Nguyễn Hoàng Minh, Lê Thanh Hoà, Dominik Nghĩa Đỗ, Hoàng Quân, Đỗ Đăng Thường, Alexandre Frey, Crazy Monkey, Chu Minh Vũ, Mai Thang.

Trang điểm: Bi (Nam Trung Studio)
Trang phục: Fitted Hawaii
Nhà tài trợ: Vietnam Airlines, Swee Lee Vietnam, Doremi Shop
Ngoài ra, MV "Thăng hoa" còn có phiên bản "BAND VERSION" và "LYRIC VIDEO".

### "Đêm"
Animation MV "Đêm" được YEAH1 MUSIC phát hành đầu tiên và chính thức vào ngày 14 tháng 1 năm 2016 trên YouTube.
Cốt truyện: Đỗ Đăng Thường
Giám đốc nghệ thuật: Đỗ Đăng Thường & B.R.O Group
Giám đốc hoạt hình & Artists: B.R.O Group

### "Không tưởng"
MV "Không tưởng" được POPS MUSIC phát hành đầu tiên và chính thức vào ngày 3 tháng 7 năm 2018 trên YouTube.
| Ê-kíp sản xuất - Sản xuất: Children Of - Đạo diễn: Le Huy Anh - Giám đốc sáng tạo: Dominik Nghĩa Đỗ và Le Huy Anh - Đạo diễn hình ảnh: Tung Bui Production - Thiết kế: Do Ba Ty - Steadycam Operator: Huan Nguyen - Gimbal Operators: Huan Nguyen & Tung Bui - 1st Assistant Camera: Duy VK | - Gaffer: Phẩm Thái Tuấn - Best Boy: Tran Ngoc Lam - Camera, Lighting & Grip by: PS Vietnam - Gimbal Provided by: Thong Kieu - Flycam Editor: My My & Le Huy Anh - Colorist: Le Huy Anh - Online: My My & Le Huy Anh - Nhà Thiết kế: Võ Công Khanh - Trang điểm: Tùng Châu Academy - Quản lý: Mai Thang @AM5 |

## Phát hành và đón nhận của công chúng
Buổi ra mắt album Bản nguyên được tổ chức vào ngày 15/1/2016 tại phòng trà Swing Lounge, Hà Nội.
Ban tổ chức của Giải thưởng Âm nhạc Cống hiến đã có những nhận định về Bản nguyên như là việc giới thiệu một hành trình âm nhạc khá thú vị trong cách đi tìm một triết lý sống, một màu sắc âm nhạc riêng. Họ khen ngợi cô dù đứng ngoài showbiz nhưng vẫn luôn biết cách để tạo sự chú ý của công chúng, mỗi lần cô xuất hiện lại là một lần công chúng không thể làm ngơ.

## Game Bản Nguyên Journey Lite
Lấy cảm hứng từ chất rock của album Bản Nguyên, Goya Studio phối hợp cùng Hà Trần cho ra đời một trải nghiệm game âm nhạc đầu tiên tại Việt Nam với tương tác trên đầu ngón tay. Journey Lite đưa người chơi phiêu lưu vào thế giới thị giác 3D, đồ họa sắc nét đầy mê hoặc với cấp độ phức tạp tăng dần theo nhịp cảm xúc được hình tượng từ ý tưởng của những bài hát trong album.

## Thời trang
Thương hiệu Roots Viet Nam của Hà Trần được thành lập để kỉ niệm ra mắt Bản nguyên. Roots bao gồm mũ snapback và áo thun lấy cảm hứng từ album.